# Puccinia melanosora
Puccinia melanosora är en svampart som beskrevs av Speg. 1880. Puccinia melanosora ingår i släktet Puccinia och familjen Pucciniaceae.   Inga underarter finns listade i Catalogue of Life.